# Porąbka Uszewska
Porąbka Uszewska – wieś w Polsce położona w województwie małopolskim, w powiecie brzeskim, w gminie Dębno.
W latach 1975–1998 miejscowość położona była w województwie tarnowskim.

## Położenie
Wieś znajduje się 4 km na południe od drogi krajowej nr 94. Zabudowania i pola Porąbki Uszewskiej zajmują dolinę potoku Niedźwiedź oraz wzgórza Pogórza Wiśnickiego o nazwach Godów i Rogal (ok. 400 m n.p.m.). Wzgórzami tymi prowadzą szlaki turystyczne, z których rozciągają się szerokie widoki: w kierunku północnym na równinę Kotliny Sandomierskiej, a w południowym na Beskid Wyspowy, Beskid Niski oraz Gorce. Przy dobrych warunkach pogodowych można zobaczyć Tatry.

## Części wsi
| SIMC    | Nazwa     | Rodzaj    |
| ------- | --------- | --------- |
| 0819384 | Domonie   | część wsi |
| 0819390 | Godów     | część wsi |
| 0819409 | Granice   | część wsi |
| 0819415 | Kocanówka | część wsi |
| 0819421 | Podlesie  | część wsi |
| 0819438 | Rogal     | część wsi |

## Zabytki
Obiekt wpisany do rejestru zabytków nieruchomych województwa małopolskiego.
- kościół parafialny pw. św. Andrzeja Apostoła z lat 1910–1918.

## Inne zabytki
- Grota Matki Bożej z Lourdes, zbudowana w latach 1900–1904[9]. Grota jest repliką słynnego miejsca kultu we Francji. Położona na wzniesieniu, jest miejscem odprawiania nabożeństw maryjnych i innych uroczystości religijnych. Co roku przyciąga kilkadziesiąt tysięcy pielgrzymów, oferując im poza przeżyciami religijnymi także wrażenia estetyczne. Wzniesienie jest starannie zagospodarowane. Znajduje się tu pomnik ks. Jana Pałki (ur. 1870, zm. 1939), inicjatora budowy Groty[10].
- budynek ochronki prowadzonej przez Zgromadzenie Sióstr Służebniczek Najświętszej Marii Panny ze Starej Wsi (projekt z 1905 roku).

Autorem projektu kościoła, repliki groty oraz ochronki, był architekt Jan Sas-Zubrzycki.

## Sport
W Porąbce Uszewskiej działa Ludowy Klub Sportowy „Victoria” Porąbka Uszewska, grający w brzeskiej A klasie (7 szczebel rozgrywek).
Co roku na stadionie Victorii odbywa się 2-dniowy festyn sportowy, w którym oglądać można występy młodzieżowych zespołów folklorystycznych z okolicznych miejscowości. Cała impreza kończy się zabawą taneczną, a w finale koncertem zespołu aktualnie znajdującego się na szczytach list przebojów (np. SAMI, a także Baciary, które zgromadziły ponad 5000 ludzi).

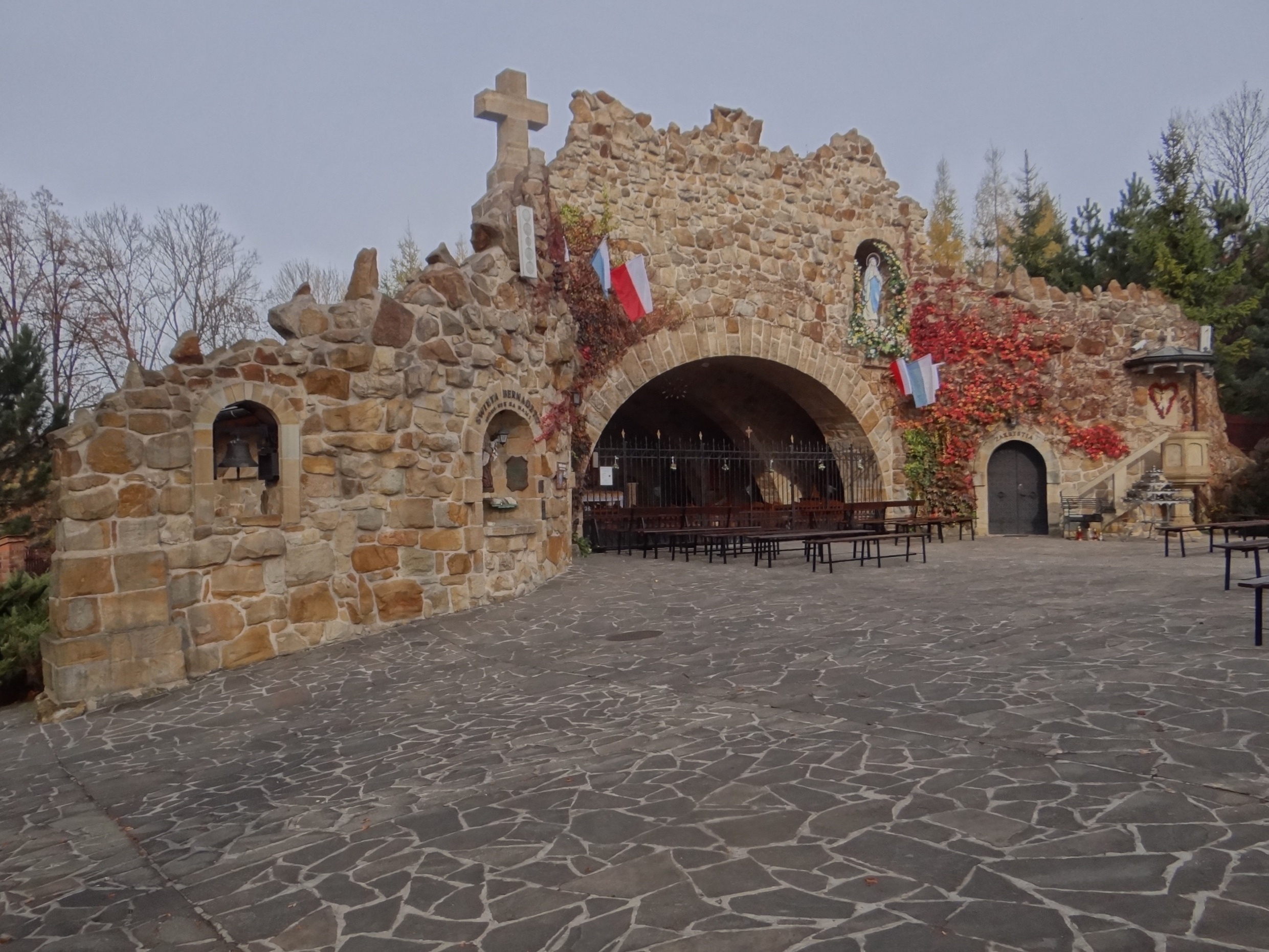
Grota Matki Bożej
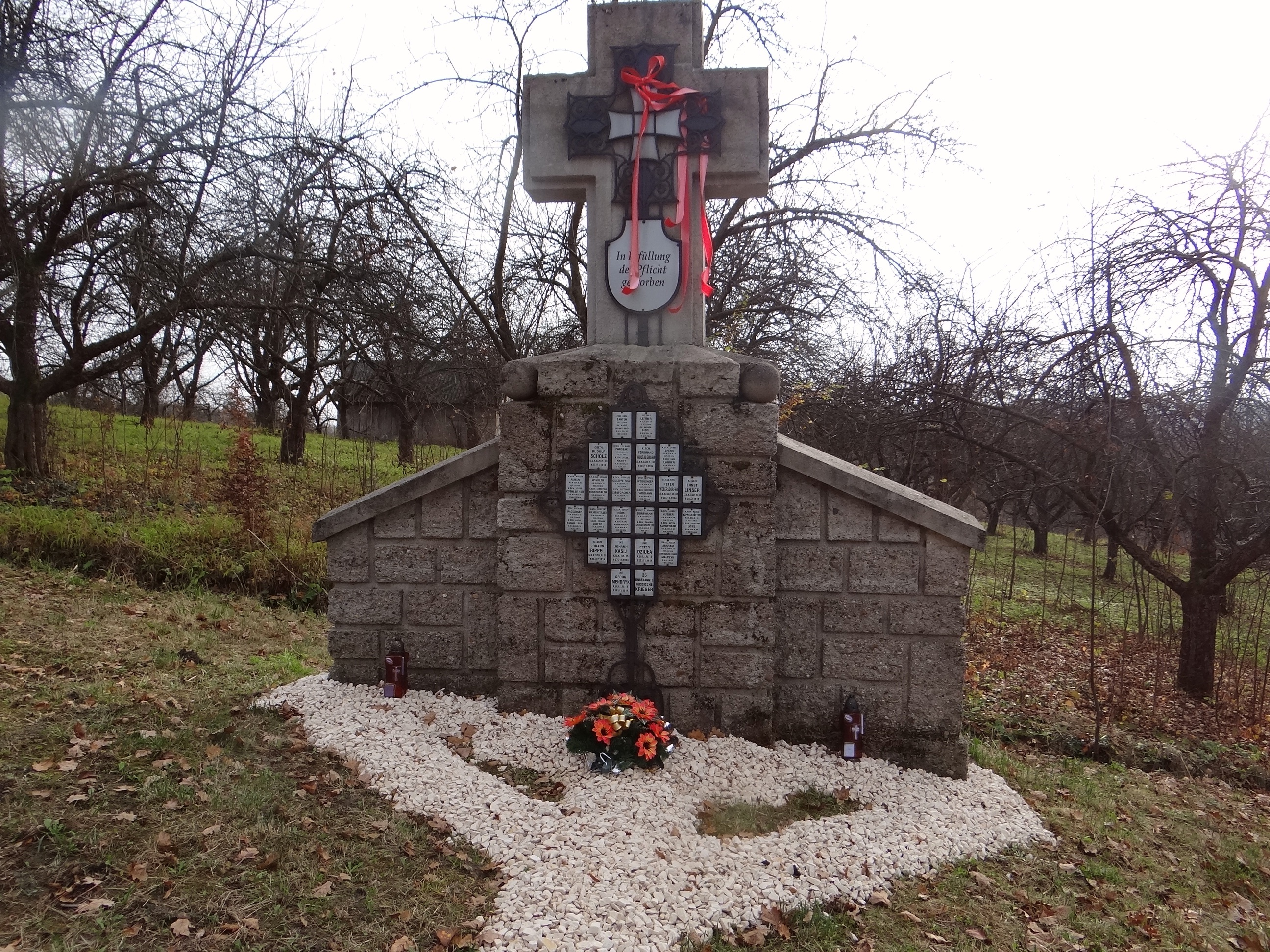
Cmentarz z I wojny światowej
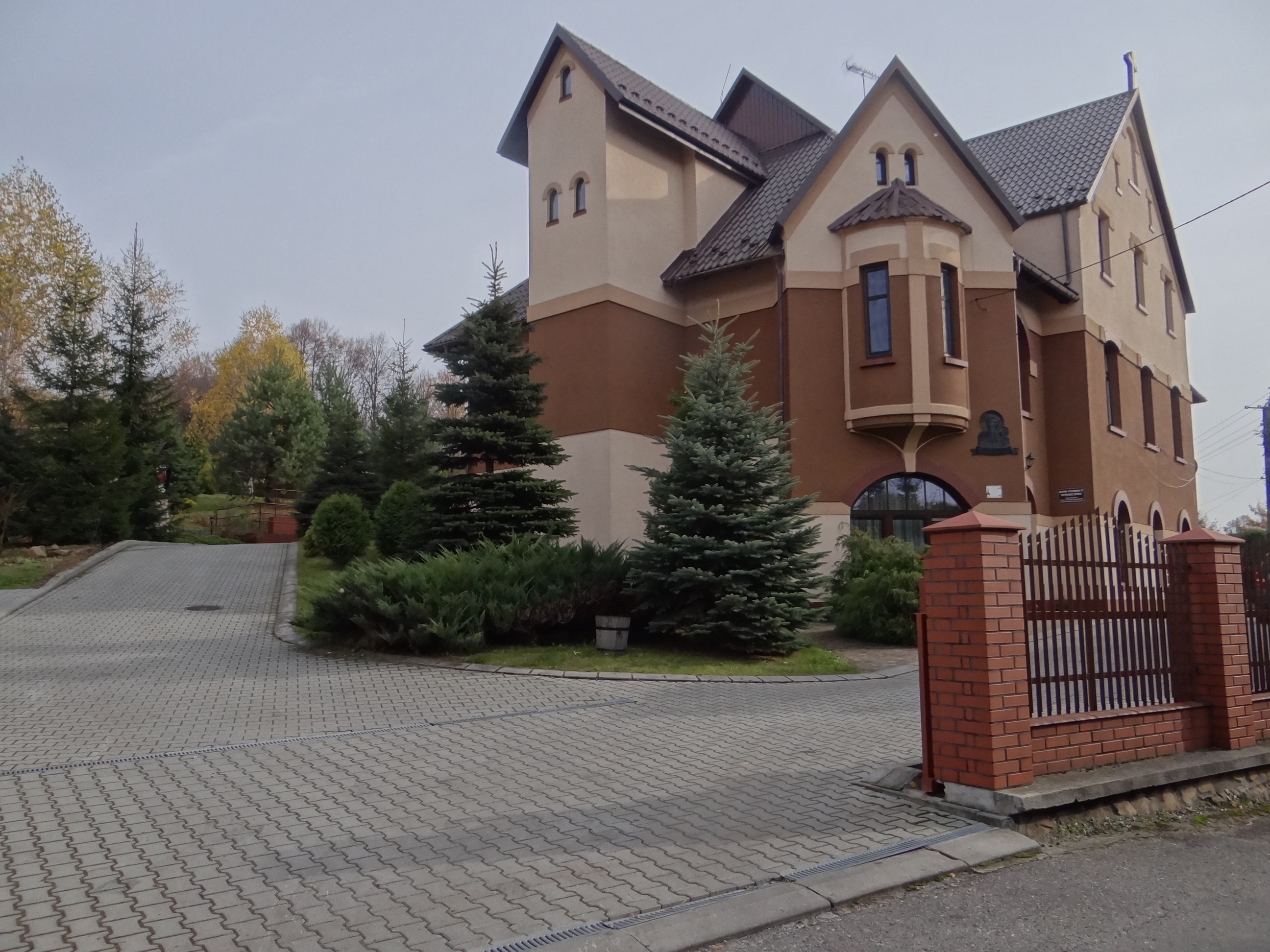
Dawna ochronka – Dom Pomocy Społecznej